# Ciclone extratropical

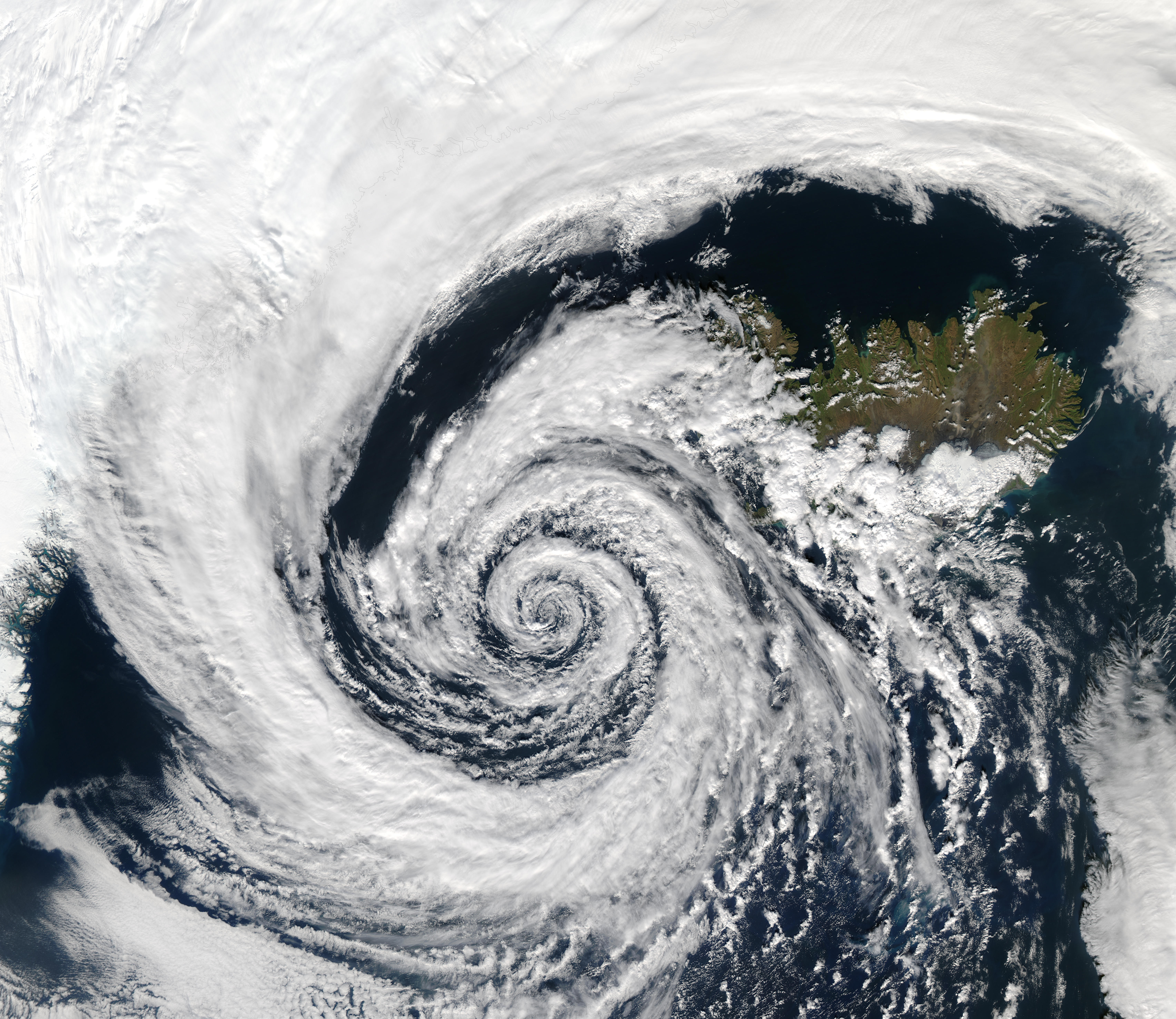
Um ciclone extratropical no fim de seu ciclo de vida próximo à Islândia

Ciclone extratropical é um fenômeno meteorológico caracterizado por fortes tempestades e ventos, que faz parte de uma família maior de fenômenos meteorológicos, a família dos ciclones. São definidos como sistemas de baixa pressão atmosférica de escala sinótica que ocorrem nas regiões de latitudes médias, onde constituem uma parte importante da circulação atmosférica ao contribuírem para o equilíbrio térmico das regiões equatoriais e das regiões polares. Um ciclone extratropical desenvolve-se através de gradientes, ou seja, diferenças de temperatura e de ponto de orvalho. A região onde ocorrem tais diferenças é conhecida como zona baroclínica. Os ciclones extratropicais obtêm sua energia por métodos diferentes daqueles usados por outros fenômenos ciclônicos, tais como ciclones tropicais e as baixas polares, permitindo a sua classificação como sistemas de "núcleo frio".
Estes ciclones são chamados de "extratropicais" porque se formam quase que exclusivamente fora das regiões tropicais, e também por se originarem de massas de ar de origem não-tropical. Estes sistemas também são chamados de "ciclones" devido à sua natureza ciclônica. No Hemisfério norte, os ciclones extratropicais giram em sentido anti-horário e, no Hemisfério sul, giram em sentido horário. Dependendo de sua localização geográfica e de sua intensidade, os ciclones extratropicais recebem outras designações, tais como ciclone de médias latitudes, depressão extratropical, baixa extratropical, ciclone frontal, baixa não-tropical e, em casos específicos, ciclone pós-tropical.
A maioria dos ciclones extratropicais produz ventos fortes e chuvas moderadas a torrenciais. Assim como o ciclone tropical, intensos ciclones extratropicais também são capazes de causar a maré de tempestade, uma elevação do nível do mar associada ao sistema. Dependendo da intensidade do sistema, estes fatores secundários podem provocar tantos estragos quanto o próprio ciclone. Os ciclones extratropicais formam-se em massas atmosféricas com alta instabilidade meteorológica e perdem a sua força quando se tornam barotrópicos, ou seja, quando as diferenças de temperatura ocorrem juntamente com as diferenças de pressão. Algumas regiões costeiras são frequentemente afetadas por ciclones extratropicais, embora alguns sistemas particularmente intensos possam causar tanta destruição quanto um ciclone tropical.

## Estrutura

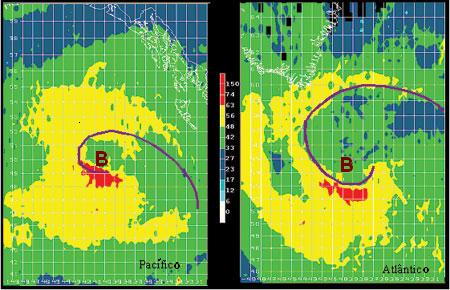
Imagem do satélite QuikSCAT mostrando típicos ciclones extratropicais sobre o oceano. Note que os ventos máximos (em vermelho) estão relativamente afastados da oclusão (trecho da linha roxa próxima à letra B)

Os ventos associados a um ciclone tropical normalmente diminuem com a distância em relação ao ponto no ciclone onde a pressão atmosférica é a menor, que geralmente se localiza próximo ao centro do sistema. Os ventos mais fortes são encontrados normalmente no lado mais frio e/ou polar das frentes quentes, nas oclusões e nas frentes frias, onde as forças de gradiente de pressão, ou seja, a aceleração do ar imposta pelas diferenças na pressão atmosférica, são as maiores.  A área ao norte e a oeste das frentes quentes e frias conectadas aos ciclones extratropicais é conhecida como o setor frio, enquanto que a área ao sul e a leste de suas frentes frias e quentes associadas é conhecida como o setor quente.
Os ventos fluem no sentido anti-horário em volta de um centro ciclônico no Hemisfério norte, e no sentido horário no Hemisfério sul, devido ao efeito Coriolis (esta maneira de rotação é geralmente referida como ciclônica). Perto do centro do ciclone, a força de gradiente de pressão e o efeito Coriolis devem estar num balanço aproximado para evitar o colapso do ciclone sobre ele mesmo como resultado da própria diferença de pressão. A pressão atmosférica do ciclone baixará com a crescente maturidade do ciclone, enquanto que na parte externa do ciclone a pressão atmosférica ao nível do mar não é muito baixa; o seu valor típico é por volta de 1 013 milibares, que é a medida média da pressão atmosférica na Terra ao nível do mar. Na maioria dos ciclones extratropicais, a parte da frente fria a frente do ciclone desenvolver-se-á numa frente quente, dando à zona frontal uma forma semelhante à de uma onda (como desenhado em mapas meteorológicos de superfície). Devido à sua aparência em imagens de satélite, os ciclones extratropicais podem ser também referidos como ondas frontais no começo de seu período de existência. Nos Estados Unidos, um antigo nome para tal sistema nesse estágio é "onda quente".

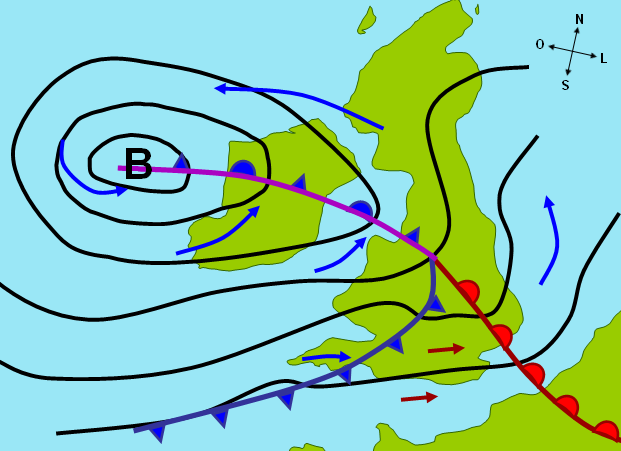
Uma carta sinótica fictícia de um ciclone extratropical afetando a Grã-Bretanha e a Irlanda. As flechas azuis e vermelhas entre as isóbaras (curvas de nível) indicam a direção do vento e a sua temperatura relativa, sendo que o símbolo "B" denota o centro da baixa. Note as frentes oclusa (em roxo), quente (em vermelho) e fria (em azul)

Assim que o ciclone se oclude, isto é, quando a frente fria e a frente quente associadas ao sistema se fundem, uma estreita corrente de ar quente e úmido ascender-se-á por fortes ventos meridionais, isto é, ventos que acompanham os meridianos terrestres, em sua periferia oriental, seguindo para cima e em volta de sua periferia setentrional e, por último, para a sua periferia noroeste, forçando um cavado de superfície, ou seja, uma alongada área de baixa pressão, a continuar no setor frio numa curva semelhante à frente oclusa, ou seja, em forma de vírgula. Este fenômeno no interior de ciclones extratropicais é conhecido como "cinturão de condução de ar quente" ou pela denominação anglófona, trowal. A estreita corrente ascendente de ar úmido e quente cria a parte oclusa de um ciclone extratropical, conhecida como vírgula no Hemisfério norte, ou vírgula invertida no Hemisfério sul, devido à  nebulosidade da média troposfera que acompanha o sistema adquirir a forma de um caracol. A vírgula ou a vírgula invertida é geralmente a região de um ciclone extratropical onde ocorre forte precipitação, sendo que há possibilidades de formação de trovoadas se a atmosfera ao longo da corrente ascendente de ar úmido e quente for suficientemente estável para a formação de áreas de convecção.
Os ciclones extratropicais são classificados principalmente como sistemas baroclínicos, pois se formam ao longo de zonas de gradiente de temperatura e de ponto de orvalho, conhecidas como zonas frontais ou baroclínicas. No entanto, podem se tornar barotrópicos durante o seu ciclo de vida, quando a distribuição de calor em torno do ciclone se torna razoavelmente uniforme, comparando-se o seu raio. O ciclone extratropical neste estágio é conhecido como ciclone cut-off, ou seja, está desconectado de qualquer sistema frontal e do fluxo zonal. Este estágio marca o fim do ciclo de vida de um ciclone extratropical.

### Estrutura vertical
Os ciclones extratropicais inclinam-se em direção às massas de ar frias e se fortalecem com a altura, às vezes excedendo 10 km (30 000 pés) em altitude. Logo acima da superfície, a temperatura diminui da periferia para o centro do ciclone. Estas características estão em oposição direta àquelas encontradas em ciclones tropicais. Por isso, às vezes, os ciclones extratropicais são chamados de "áreas de baixa pressão de núcleo frio". Vários mapas meteorológicos podem ser examinados para verificar as características de um sistema de núcleo frio com a altitude, tais como os mapas meteorológicos de 700 mbar (hPa), que é um mapa sinótico mostrando as diferenças na pressão atmosférica a uma altitude de aproximadamente 3 mil metros. Diagramas espaciais de fase de ciclones são usados para descobrir se o ciclone em questão é tropical, subtropical ou extratropical.

### Seclusão quente

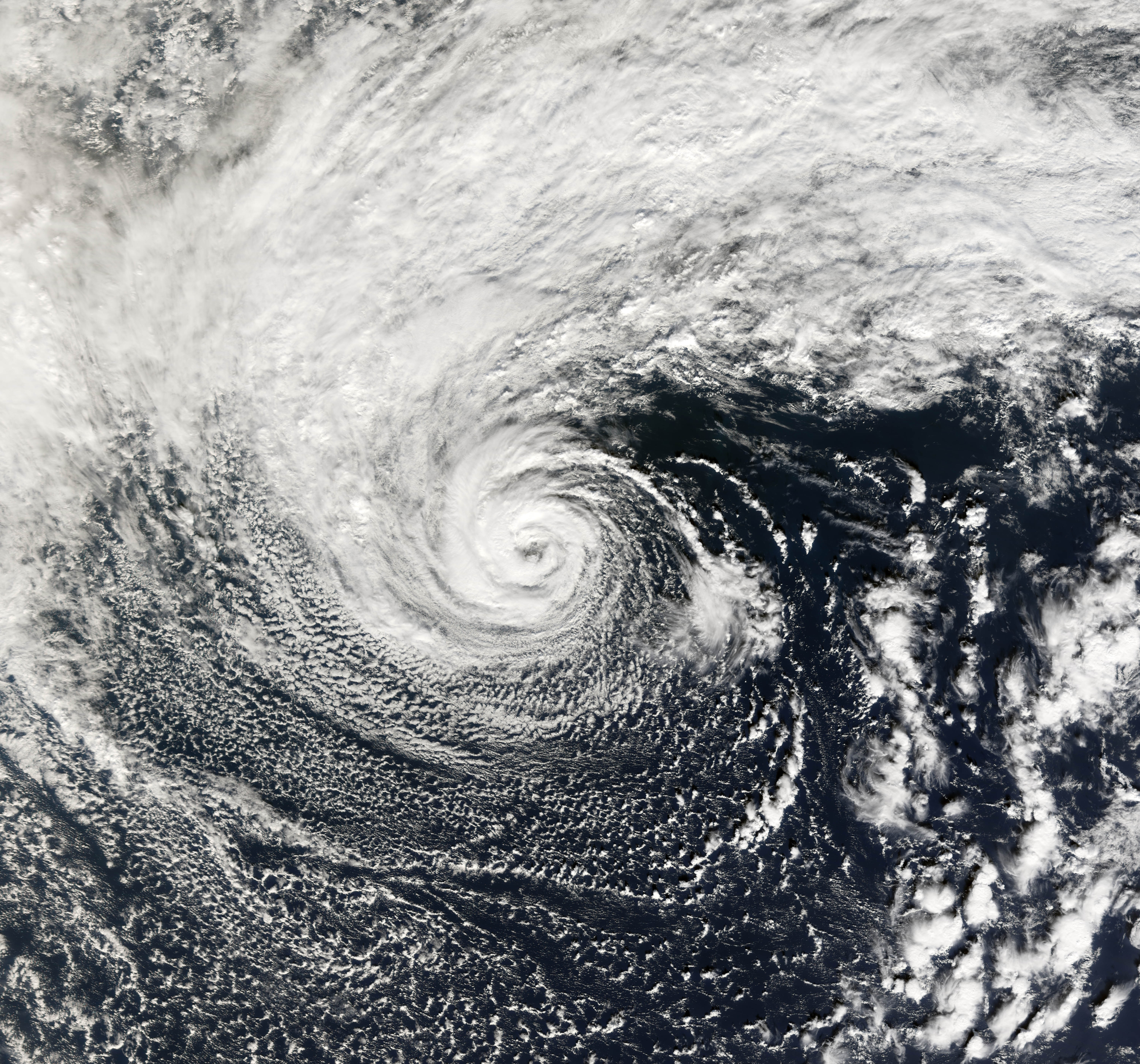
Um sistema extratropical exibindo uma intensa seclusão quente no oceano Pacífico norte

Uma seclusão quente ou uma oclusão quente profunda é a fase madura do ciclo de vida de um ciclone extratropical. Isto foi conceptualizado após experimentos de campo do projeto Experiment on Rapidly Intensifying Cyclones over the Atlantic (ERICA) no final da década de 1980, que produziu observações de intensos ciclones extratropicais oceânicos que indicaram uma estrutura termal quente de baixos níveis, isolada ou rodeada por uma frente quente curvada e por uma banda de intensos ventos em forma de um V. O modelo norueguês de ciclones, assim desenvolvido pela escola de meteorologia de Bergen, observou frequentemente ciclones no fim de seu ciclo de vida e usa o termo oclusão para identificar os estágios de dissipação de um sistema extratropical.
As seclusões quentes podem ter estruturas semelhantes às de um olho, livre de nuvens, no seu centro (lembrando a ciclones tropicais), além de apresentar quedas de pressão atmosférica significativas, ventos com intensidade de furacão na escala de Beaufort e convecção moderada a forte. As seclusões quentes frequentemente atingem pressões atmosféricas menores do que 950 milibares, com uma estrutura de núcleo quente de médios níveis bem definida. Uma seclusão quente, sendo o resultado da parte baroclínica do ciclo de vida de um ciclone extratropical, ocorre em latitudes mais altas do que os ciclones tropicais e só ocorre em águas abertas.
Como as liberações de fluxos de calor latente são importantes para o seu desenvolvimento e intensificação, praticamente todas as seclusões quentes ocorrem sobre os oceanos. No entanto, podem atingir países costeiros com ventos com intensidade comparável à de furacões, com chuvas torrenciais. Climatologicamente, o Hemisfério norte presencia a formação de seclusões quentes durante os meses mais frios do ano, enquanto que o Hemisfério sul presencia fortes ciclones extratropicais ao decorrer de todo o ano.
Em todas as bacias oceânicas tropicais, com a exceção da bacia do Oceano Índico norte, um ciclone extratropical que era anteriormente um sistema tropical pode voltar a se intensificar, levando à formação de uma seclusão quente. Por exemplo, o furacão Maria, de 2005 intensificou-se novamente como um forte ciclone extratropical, e uma seclusão quente se formou durante o seu pico de intensidade (momento em que a pressão atmosférica mínima central é a mais baixa) da fase extratropical do ciclone.

## Formação
Os ciclones extratropicais formam-se em qualquer área dentro das regiões extratropicais da Terra, normalmente entre as latitudes 30° e 60° de cada hemisfério, mesmo quando estão em processo de ciclogênese ou transição extratropical. Um estudo sobre ciclones extratropicais no Hemisfério sul revela que, entre os paralelos 30° e 70°, há uma média de 37 ciclones extratropicais em existência durante um período de 6 horas. Um estudo separado no Hemisfério norte sugere que aproximadamente 234 ciclones extratropicais significativos se formam a cada inverno.

### Ciclogênese

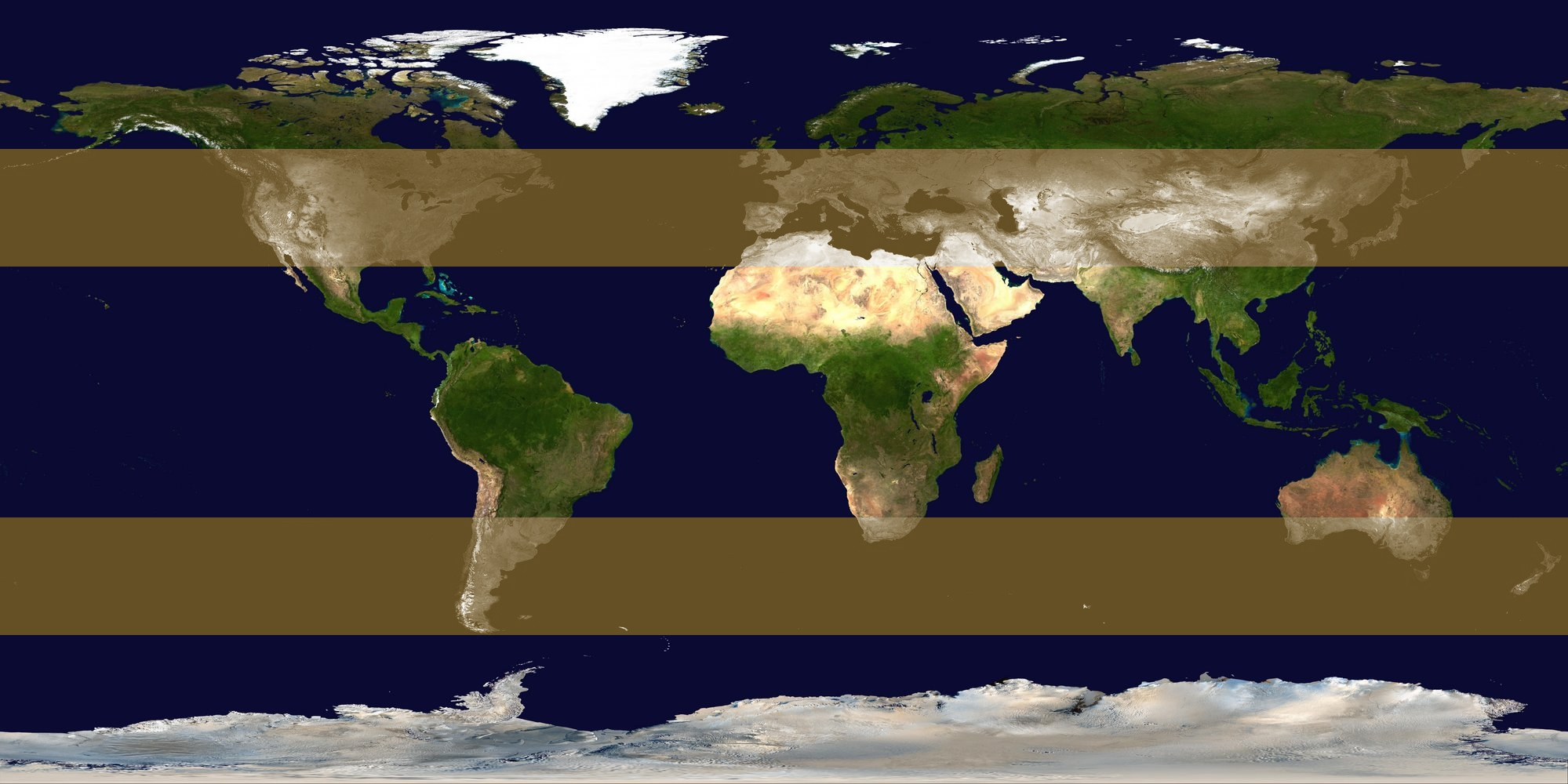
As áreas aproximadas (marcadas no mapa) de formação de ciclones extratropicais no globo terrestre

Os ciclones extratropicais formam-se ao longo de áreas lineares de gradientes (diferenças) de temperatura e de ponto de orvalho, com intenso cisalhamento do vento, ou seja, grandes diferenças na direção e na velocidade do vento numa pequena região ou camada atmosférica. Portanto, os ciclones extratropicais são classificados como ciclones baroclínicos. Inicialmente, o ciclogênese, ou o processo de formação da área de baixa pressão, ocorre ao longo de sistemas frontais, próximo a um quadrante favorável da região de maior intensidade do jet stream, uma forte corrente de ar de elevada altitude. A região de maior intensidade do jet stream é chamada de jet streak. Os quadrantes favoráveis do jet streak são normalmente o traseiro direito e o frontal esquerdo, onde a divergência atmosférica é a maior. Isto gera uma "coluna vertical de ar" ascendente, por onde o ar segue rapidamente para níveis mais altos na troposfera. Isto também gera a formação de convergência atmosférica na área dos ventos de baixos níveis e acelera ainda mais o movimento ascendente do ar através da "coluna". O aumento na velocidade do movimento ascendente do ar causa a queda da pressão atmosférica de superfície, pois o movimento do ar ascendente age contra a gravidade, diminuindo o "peso" da atmosfera (pressão atmosférica de superfície) naquela localidade, e, assim, fortalecendo o ciclone. Assim que o ciclone se intensifica, a frente fria associada segue em direção à linha do Equador e gira ciclonicamente em torno da parte traseira do próprio ciclone. Enquanto isso, a sua frente quente associada locomove-se mais lentamente, pois o ar mais frio à frente do sistema fica mais denso e, portanto, mais difícil para se deslocar. Com o passar do tempo, o ciclone oclude-se, pois a parte mais próxima ao pólo geográfico terrestre da frente fria associada alcança uma parte da frente quente, forçando uma parte do ar quente naquele local a subir. Assim sendo, o ciclone consegue "corrigir" a zona baroclínica e fica barotropicamente frio. Com isso, o sistema começa a se enfraquecer.
Uma queda repentina da pressão atmosférica é possível devido às fortes forças de altos níveis sobre o sistema, e, quando a pressão atmosférica cai mais do que 1 milibar por hora, tal ciclone é às vezes referido como "bomba". Nestas "bombas", a pressão atmosférica central mínima cai rapidamente para menos de 980 milibares sob condições meteorológicas favoráveis, tais como a proximidade de um gradiente natural de temperatura como a corrente do Golfo, ou de um quadrante favorável de um jet streak de altos níveis, onde a divergência atmosférica sobre o ciclone é a maior e a mais favorável. Quanto mais forte a divergência de altos níveis, mais profundo o ciclone será. É mais provável encontrar ciclones extratropicais com intensidade equivalente a furacões nos oceanos Atlântico e Pacífico setentrionais durante os meses de Dezembro a Janeiro. Entre 4 e 5 de janeiro de 1919, um ciclone extratropical ao sul das províncias do atlânticas do Canadá intensificou-se para 928 milibares, intensidade equivalente à de um furacão de categoria 4 na escala de furacões de Saffir-Simpson. No Ártico, a pressão mínima média de ciclones extratropicais é de 988 milibares durante o inverno e 1.000 milibares durante o verão.

### Transição extratropical

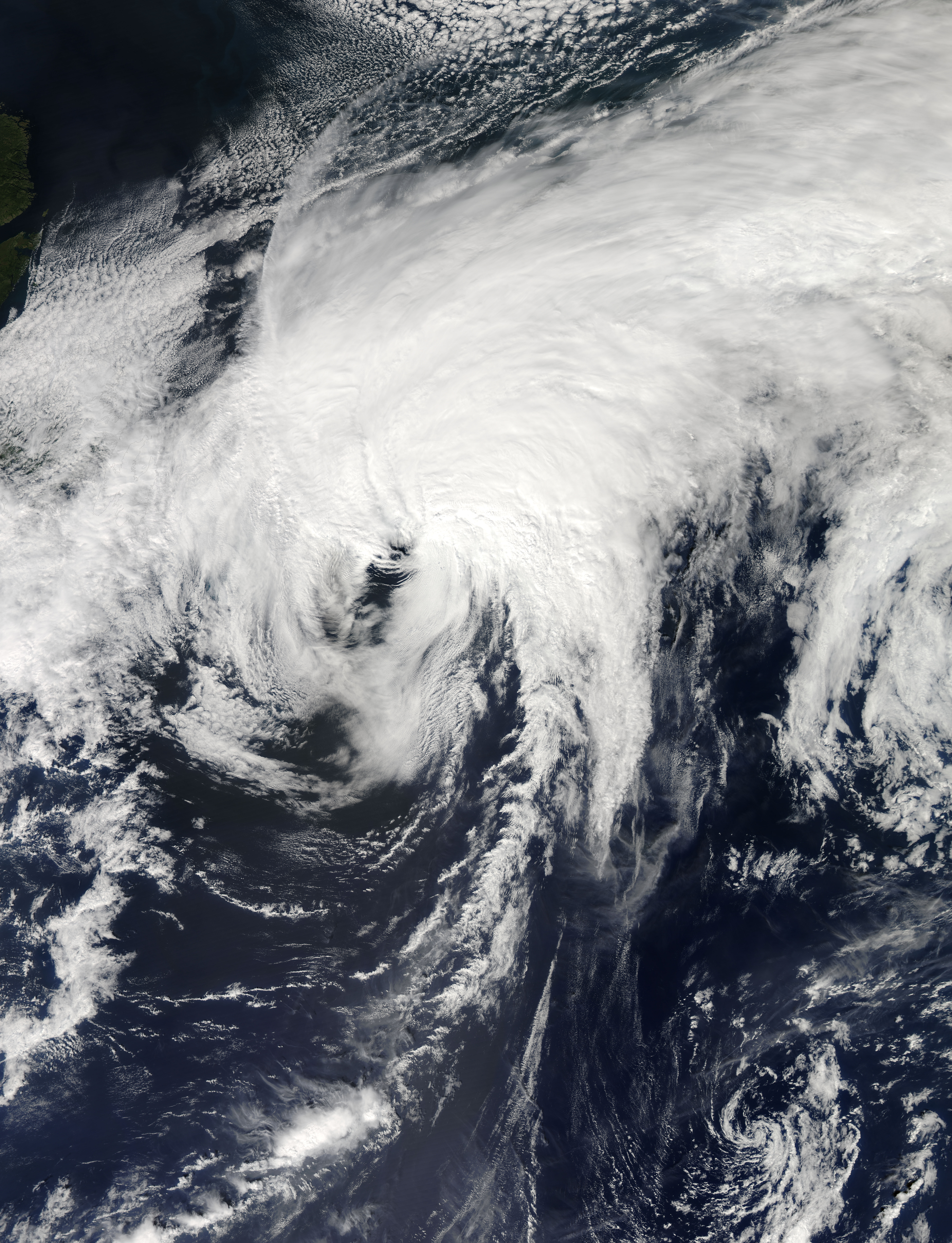
O ex-furacão Cristobal no Atlântico norte depois de completar sua transição para um ciclone extratropical depois de ter sido um furacão

Ciclones tropicais frequentemente se transformam em ciclones extratropicais durante o período final de sua existência tropical. Tais transformações normalmente ocorrem entre as latitudes 30° e 40° de cada hemisfério, onde há força suficiente de cavados (áreas alongadas de baixa pressão) da alta troposfera, ou também onde há ondas curtas nos ventos do oeste para o início do processo de transição extratropical. Durante o processo da transição extratropical, o ciclone começa a se inclinar em direção às massas de ar mais frias dotadas de profundidade (altura) e a fonte primária de energia do ciclone provém da liberação de calor da condensação de processos baroclínicos, ou seja, de temporais perto do centro ciclônico. O sistema de baixa pressão finalmente perde o seu núcleo quente e se torna um sistema de núcleo frio. Durante este processo, um ciclone em transição extratropical (conhecido no Canadá como estágio pós-tropical) pode continuar invariável ou pode se conectar com frentes próximas e/ou cavados de baixa pressão baroclínicos.

## Movimento
Os ciclones extratropicais são geralmente guiados, ou "levados", por profundos ventos ocidentais, que seguem de oeste para leste em ambos os hemisférios terrestres. Este movimento geral das correntes atmosféricas é conhecido como "fluxo zonal". A tendência geral onde prevalece as principais correntes atmosféricas que levam um ciclone extratropical é um regime de fluxo zonal conhecido como "ventos do oeste".

Uma imagem de radar em 24 de fevereiro de 2007 mostrando um grande ciclone extratropical em movimento durante seu pico de intensidade sobre a região central dos Estados Unidos

Quando a tendência geral das correntes atmosféricas muda de um padrão zonal para um padrão meridional, espera-se um movimento mais lento do ciclone para o norte ou para o sul. Os fluxos meridionais, isto é, ventos que seguem paralelamente aos meridianos, fortalecem e amplificam cavados e cristas na pressão atmosférica e, com isso, as correntes atmosféricas começam a seguir numa direção mais ao norte ou ao sul.
As mudanças na direção do vento desta natureza são mais normalmente observadas como resultado de uma interação do ciclone com outros sistemas de baixa pressão, com cavados e cristas na pressão atmosférica ou com anticiclones. Um forte anticiclone estacionário pode efetivamente bloquear a passagem de um ciclone extratropical. Tais episódios de bloqueio são relativamente normais e resultarão geralmente no enfraquecimento do ciclone, no enfraquecimento do anticiclone, num desvio do movimento do ciclone para a periferia do anticiclone ou a combinação destes três fatores em algum grau, dependendo das condições meteorológicas precisas. Também é comum um ciclone extratropical se fortalecer assim que o anticiclone ou a crista se enfraquece nestas circunstâncias.
Quando um ciclone extratropical encontra outro ciclone (qualquer tipo de vórtice ciclônico na atmosfera), os dois podem se combinar para se tornarem "ciclones binários", onde os vórtices dos dois ciclones começam a girar um em volta do outro, fenômeno conhecido como "efeito Fujiwara". Quando isso acontece, frequentemente os dois ciclones se fundem, tornando-se apenas um ciclone extratropical, ou, menos comum, resulta na mudança de direção de um ou dos dois ciclones. Os resultados precisos de tais interações dependem de fatores tais como o tamanho dos dois ciclones, de suas intensidades, de sua distância um do outro e das condições atmosféricas prevalecentes sobre eles.

## Efeitos

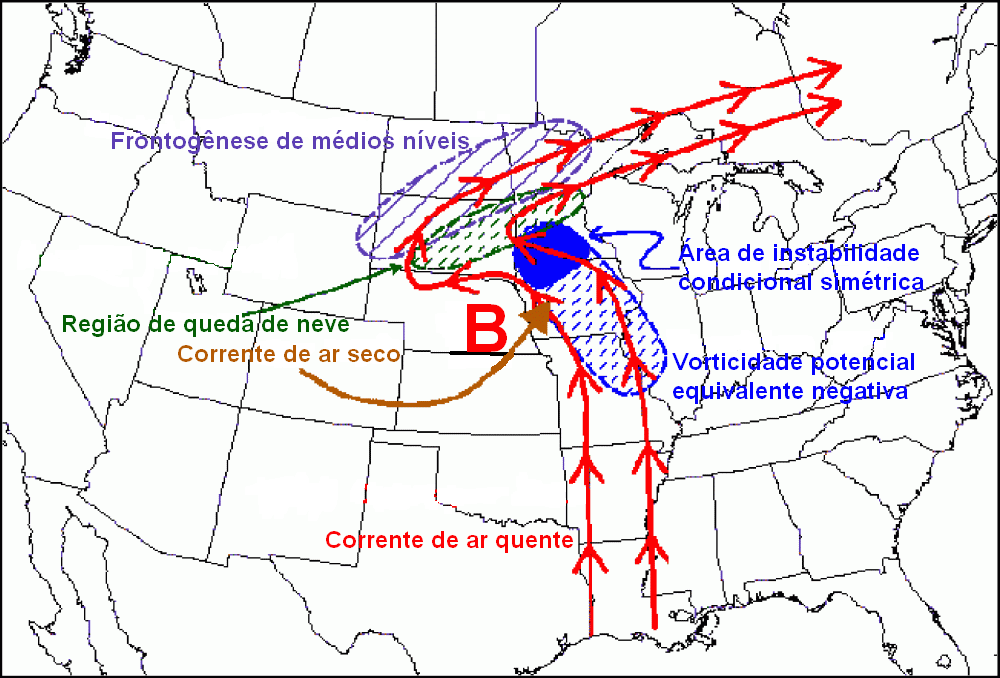
Região com mais probabilidade de queda de neve num ciclone extratropical

Ciclones extratropicais podem trazer tempo moderadamente severo, com chuvas leves e ventos de superfície entre 15 e 30 km/h, ou podem ser frios e perigosos, com chuvas torrenciais e ventos que excedem 119 km/h. A banda de precipitação, que está associada com a frente quente do sistema, é frequentemente extensa. Em ciclones extratropicais maduros, a área conhecida como a "cabeça de vírgula", localizada na periferia noroeste da área de baixa pressão de superfície, pode vir a ser uma região com forte precipitação, com frequentes tempestades ou tempestades de neve. Os ciclones tendem a seguir ao longo de uma trajetória previsível a um nível moderado de progresso. Durante o outono, o inverno e a primavera, a atmosfera sobre os continentes pode ser suficientemente fria através de toda a troposfera para causar a queda de neve.

### Tempo severo
Linhas de tempestade ou bandas sólidas de fortes temporais podem se formar à frente das frentes frias e de cavados devido à presença de umidade atmosférica significativa e, também, de forte divergência de altos níveis, levando à formação de granizo e de fortes ventos. Quando existe significativo cisalhamento do vento à frente de uma frente fria, na presença do jet stream de altos níveis, é possível a formação de tornados. Embora os tornados possam se formar em qualquer lugar da Terra, o maior número de tais fenômenos ocorre nas Grandes Planícies dos Estados Unidos devido ao vento descendente que segue de norte para o sul orientado pelas Montanhas Rochosas, que pode levar à formação de uma frente de ponto de orvalho, ou seja, à formação de uma região limítrofe entre o ar úmido e o ar seco sem que haja diferenças de temperatura ou de pressão atmosférica, ajudando no desenvolvimento dos tornados de qualquer intensidade.
Intensificações explosivas de ciclones extratropicais podem acontecer a qualquer momento. A tempestade conhecida no Reino Unido como a "Grande tempestade de 1987" intensificou-se para 953 milibares e apresentou os ventos mais fortes já registrados em ciclones extratropicais, 220 km/h, resultando na perda de 19 vidas, na queda de 15 milhões de árvores, de danos generalizados a residências e numa perda econômica estimada em 1,2 bilhão de libras esterlinas (2,3 bilhões de dólares).

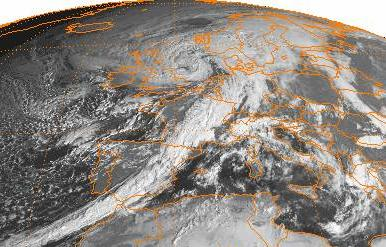
A grande tempestade de 1987 sobre o Reino Unido

Embora a maioria dos ciclones tropicais que se tornam extratropicais se dissipem rapidamente ou sejam absorvidos por outros sistemas meteorológicos, podem ainda reter ventos com intensidade de furacão ou de ventania na escala de Beaufort. Em 1954, o Furacão Hazel tornou-se um ciclone extratropical sobre a Carolina do Norte, Estados Unidos, como um forte sistema equivalente a um furacão de categoria 3 na escala de furacões de Saffir-Simpson. A tempestade do dia de Colombo em 1962, que evoluiu do sistema remanescente do tufão Freda, causou grandes danos nos estados de Oregon e Washington, Estados Unidos, equivalentes aos danos causados por um furacão de categoria 3. Em 2005, o furacão Wilma começou a perder suas características tropicais enquanto ainda mantinha a intensidade de um furacão de categoria 3, e se tornou totalmente extratropical ainda como um furacão de categoria 1.

### Tempestades históricas
Uma tempestade violenta durante a Guerra da Crimeia em 14 de novembro de 1854 causou a morte de 30 soldados e deu início aos estudos em meteorologia e em previsões do tempo na Europa. Nos Estados Unidos, a tempestade do dia de Colombo em 1962 provocou a menor pressão atmosférica já medida em Oregon, 965,5 hPa, além de fortes ventos e prejuízos de 170 milhões de dólares (valores em 1964). Uma forte tempestade em franca intensificação atingiu a ilha Vancouver em 11 de Outubro de 1984 e resultou na implementação de boias meteorológicas ao longo da costa oeste do Canadá. O desastre de Wahine, o mais famoso desastre marítimo da Nova Zelândia, ocorreu durante a passagem de um intenso ciclone extratropical.

## Previsão e observação

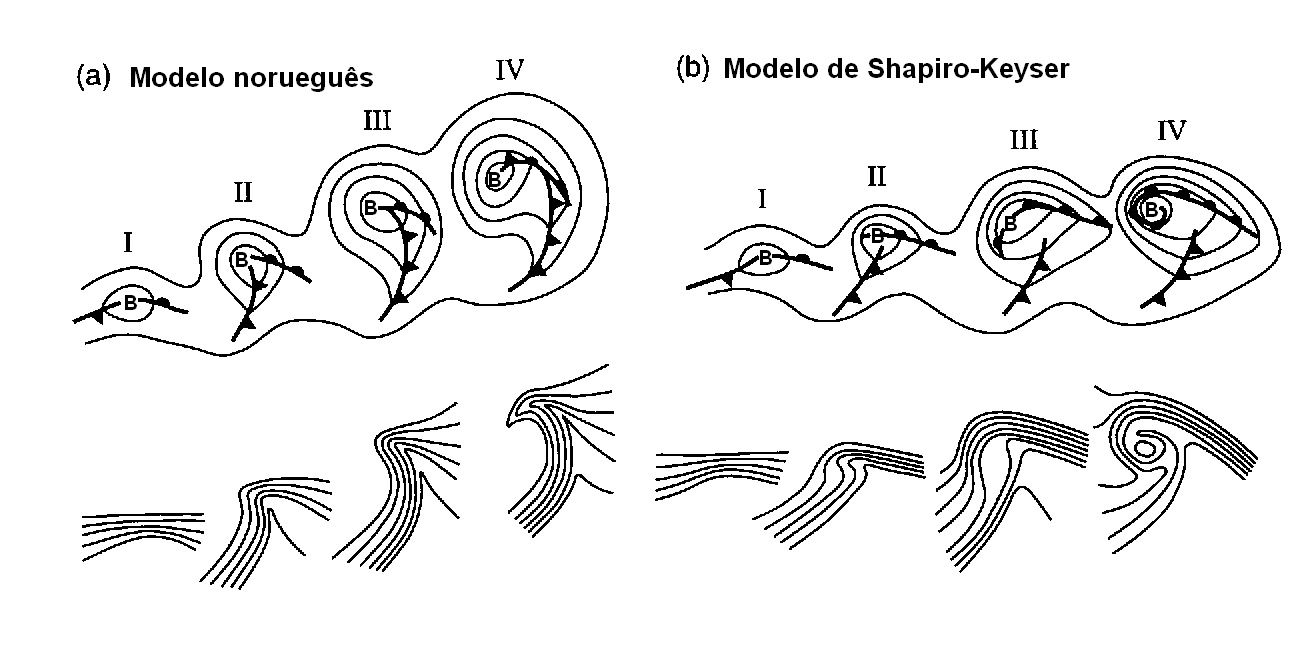
As diferenças entre o modelo norueguês de ciclones e o modelo de Shapiro-Keyser na estrutura frontal

Há dois modelos de uso comum sobre o desenvolvimento e ciclo de vida dos ciclones extratropicais, o modelo norueguês e o modelo de Shapiro-Keyser.
Das duas teorias sobre a estrutura e ciclo de vida dos ciclones extratropicais, a mais velha é o modelo norueguês de ciclones, desenvolvido durante a Primeira Guerra Mundial. Nesta teoria, os ciclones se intensificam assim que se movem para cima e ao longo de um limite frontal, ocludindo-se e alcançando um ambiente barotropicamente frio. O modelo foi desenvolvido completamente através de observações meteorológicas de superfície, incluindo descrições das nuvens encontradas perto dos limites frontais. Esta teoria ainda mantém o mérito e também é uma boa descrição de ciclones extratropicais sobre massas continentais.
Uma segunda teoria competitiva sobre a intensificação de ciclones extratropicais nos oceanos é o modelo de Shapiro-Keyser, desenvolvido em 1990. As principais diferenças do modelo Shapiro-Keyser em comparação ao modelo norueguês de ciclones são a fratura da frente fria, o tratamento das oclusões do tipo quente e frentes quentes como o mesmo sistema, além de permitir que a frente fria prossiga através do setor quente perpendicular à frente quente. Este modelo foi baseado em ciclones oceânicos e em suas estruturas frontais, como visto em observações de superfície e em projetos anteriores que usaram aeronaves para determinar a estrutura vertical das frentes no Atlântico noroeste.